# Bene!
Bene! (in russo Хорошо!?, Choroso!) è un poema scritto da Vladimir Majakovskij nel 1927, scritto in occasione del decimo anniversario della rivoluzione russa del 1917.
Iniziato nel dicembre 1926 e completato nell'agosto 1927, il poema fu pubblicato nell'ottobre 1927 dalla casa editrice GIZ. Prima di allora Majakovskij aveva già recitato il poema nelle sue numerose esibizioni pubbliche, e parti di esso furono pubblicate da numerosi giornali sovietici nel corso dell'anno.
Majakovskij scrisse nella sua autobiografia Io stesso: